# Cyclophyllidea
Cyclophyllidea é uma ordem da classe Cestoda. Evidências moleculares comprovam a monofilia do clado.